# Taon
Taon – cząstka elementarna z grupy leptonów obdarzona ładunkiem ujemnym, średnim czasem życia 3×10−13 sekundy i dużą masą wynoszącą 1777 MeV/c2 = 3,17×10−27 kg (dla porównania 939 MeV/c2 dla protonu i 0,511 MeV/c2 dla elektronu).
Taony zostały odkryte w 1975 roku przez Martina Lewisa Perla.
Należy do trzeciej generacji cząstek elementarnych i wykazuje pokrewieństwo z elektronem i mionem. Odpowiadająca mu antycząstka to antytaon.
Oznacza się go minuskułą greckiej litery tau.